# Carrie Preston
Carrie Preston (sinh ngày 21 tháng 6 năm 1967) là một nữ diễn viên, nhà sản xuất người Mỹ.

## Giải thưởng và đề cử
| Năm  | Giải thưởng                      | Hạng mục                                                                    | Đề cử cho            | Kết quả   |
| ---- | -------------------------------- | --------------------------------------------------------------------------- | -------------------- | --------- |
| 2008 | FilmOut San Diego                | Best Narrative Feature                                                      | Ready? OK!           | Đoạt giải |
| 2008 | FilmOut San Diego                | Best Actress                                                                | Ready? OK!           | Đoạt giải |
| 2009 | SWSX Film Festival               | Best Ensemble                                                               | That Evening Sun     | Đoạt giải |
| 2009 | Satellite Awards                 | Best Ensemble                                                               | True Blood           | Đoạt giải |
| 2010 | Screen Actors Guild Awards       | Outstanding Performance by an Ensemble in a Drama Series                    | True Blood           | Đề cử     |
| 2012 | SoHo International Film Festival | Best Showcase Feature Film                                                  | That's What She Said | Đề cử     |
| 2012 | Golden Derby TV Awards           | Drama Guest Actress                                                         | The Good Wife        | Đề cử     |
| 2012 | Critics' Choice Television Award | Critics' Choice Television Award for Best Guest Performer in a Drama Series | The Good Wife        | Đề cử     |
| 2013 | Golden Derby TV Awards           | Drama Guest Actress                                                         | The Good Wife        | Đề cử     |
| 2013 | Critics' Choice Television Award | Critics' Choice Television Award for Best Guest Performer in a Drama Series | The Good Wife        | Đề cử     |
| 2013 | Primetime Emmy Award             | Primetime Emmy Award for Outstanding Guest Actress in a Drama Series        | The Good Wife        | Đoạt giải |
| 2014 | Golden Derby TV Awards           | Drama Guest Actress                                                         | The Good Wife        | Đề cử     |
| 2014 | Critics' Choice Television Award | Critics' Choice Television Award for Best Guest Performer in a Drama Series | The Good Wife        | Đề cử     |
| 2016 | Primetime Emmy Award             | Primetime Emmy Award for Outstanding Guest Actress in a Drama Series        | The Good Wife        | Đề cử     |